# Vinzenz Gasser

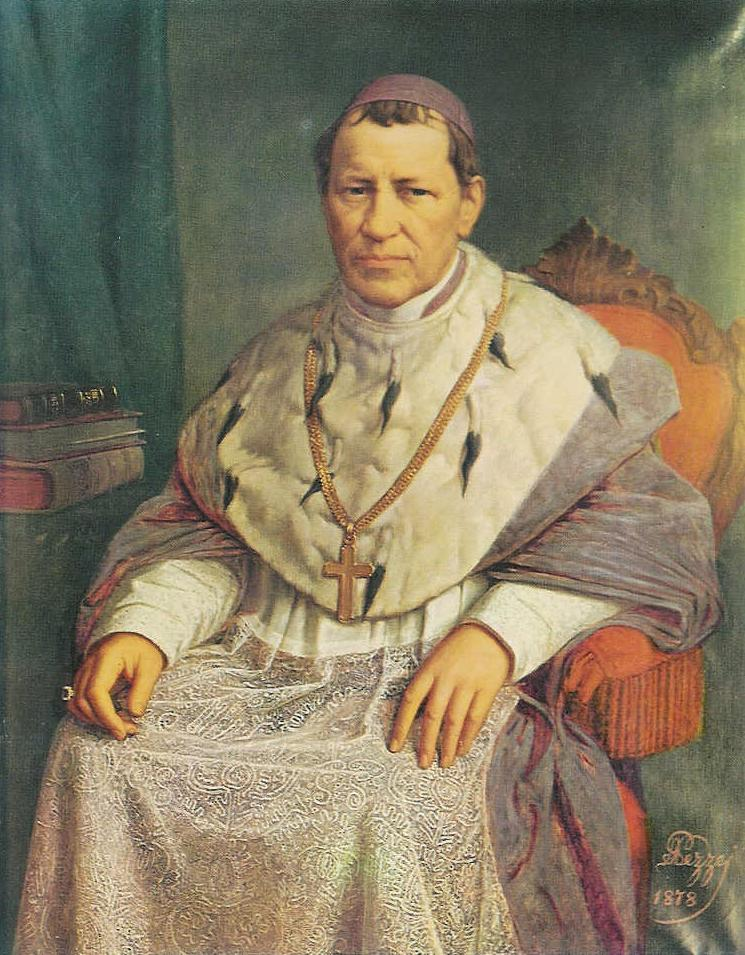
Fürstbischof Vinzenz Gasser, Ölbild von A. Pezzei, 1878, im Diözesanmuseum Brixen

Vinzenz Gasser (* 30. Oktober 1809 in Gfas im Oberinntal; † 6. April 1879 in Brixen) war ein österreichischer Theologe, Philosoph, Politiker und Fürstbischof von Brixen. Zudem wirkte er als Professor für Altes Testament und war Abgeordneter in der Frankfurter Nationalversammlung. Während des Ersten Vatikanischen Konzils spielte er eine bedeutende Rolle. Kurz vor seinem Tod gründete er in Brixen das Knabenseminar Vinzentinum, das später nach ihm benannt wurde.

## Leben

### Jugend und Studium
Vinzenz Gasser wurde als Sohn der Bäuerin Anna (geborene Partner) und des in Inzing angesehenen Hofbesitzers und Gerbermeisters Vinzenz Gasser auf dem Hof Gfas bei Oberperfuss geboren, wohin seine Mutter vor den Franzosen geflüchtet war. Er hatte acht Geschwister und wuchs mit ihnen im elterlichen Haus in Inzing auf.
Nachdem er sechs Jahre hindurch die Winterschule in Inzing besucht hatte, beschlossen seine Eltern, ihn studieren zu lassen. Ab Oktober 1821 besuchte er das Gymnasium in Innsbruck, in dem er im ersten Jahr zwar ein „nur“ gutes Zeugnis bekam, in den darauffolgenden Jahren jedoch in den Zeugnissen fast nur mehr ausschließend die höchste Note „erste Klasse mit Vorzug“ erhielt. Am Gymnasium lernte Vinzenz Gasser die lateinische Sprache, die er nach dem Abschluss in Wort und Schrift beherrschte.

### Priester und Professor
Nach einem zweijährigen Philosophiekurs an der Innsbrucker Universität trat Vinzenz Gasser 1829 in das Priesterseminar ein. Am 21. Juli 1833 wurde er zum Diakon und am 28. Juli zum Priester geweiht. Damals arbeitete Gasser in der Kanzlei des Innsbrucker Dekans Duille. Zudem wirkte er auch als Kooperator 1834 in Götzens, 1835 in Wenns und 1836 in Flaurling. Während seines Wirkens als Kooperator beschäftigte er sich auch mit dem Studium der Dogmatik und las die Werke des Semirationalisten Anton Günther, den er eigentlich ablehnte.
1836 wurde Vinzenz Gasser von Fürstbischof Bernhard Galura als Professor für Altes Testament an das Brixner Priesterseminar berufen. Währenddessen wohnte er in einem gerade leer stehenden, eher spartanisch eingerichteten Benefiziatenhaus. 1837 legte Gasser in Innsbruck die vorgeschriebene Konkursprüfung für sein Fach ab.

### Politik
Als angesehener und bekannter Mann in Südtirol wurde Vinzenz Gasser vom Landkreis Bruneck als Abgeordneter in die Frankfurter Nationalversammlung entsandt, der er von Mai bis September 1848 angehörte. Da sein Ziel eines konfessionell geschlossenen Tirols von den Katholiken in Deutschland, die Religionsfreiheit anstrebten, abgelehnt wurde, erlebte er dort eine große Enttäuschung.
Von 1861 bis 1879 gehörte er dem Tiroler Landtag an, ebenfalls ab 1861 war er Mitglied des österreichischen Herrenhauses.

### Bischofsernennung und -weihe
Nach dem Tod des Brixner Fürstbischofs Bernhard Galura wurde Vinzenz Gasser von Kaiser Franz Joseph I. am 8. Oktober 1856 als Fürstbischof von Brixen nominiert. Die päpstliche Bestätigung erfolgte am 24. Februar 1857, am 8. März empfing er vom Salzburger Erzbischof Maximilian Joseph von Tarnóczy in Brixen die Bischofsweihe. Schon am darauffolgenden Tag übernahm Vinzenz Gasser die Leitung der Diözese Brixen.

### Gasser und das Erste Vatikanische Konzil (1869–1870)
Bischof Vinzenz Gasser wohnte während des Ersten Vatikanischen Konzils mit seinem Diener im deutschen Pilgerhostiz Santa Maria dell’Anima in der Nähe der Piazza Navona. Sein Hofkaplan wurde aus Krankheitsgründen aus Rom ausgewiesen. Als er in die Glaubensdeputation gewählt wurde, nannte er Verbesserungsvorschläge zur Konstitution „Dei Filius“ und forderte eine Änderung der Konstitution „Pastor Aeternus“. Weiters erläuterte er immer wieder die Unfehlbarkeit des Papstes, die der Papst nicht als Privatperson, sondern als Haupt der Kirche besitzt, denn seiner Meinung nach kommt die absolute Unfehlbarkeit nur Gott zu. Vinzenz Gasser war Gegner des Liberalismus und des Risorgimento, da er dadurch den Kirchenstaat bedroht sah.

### Tod

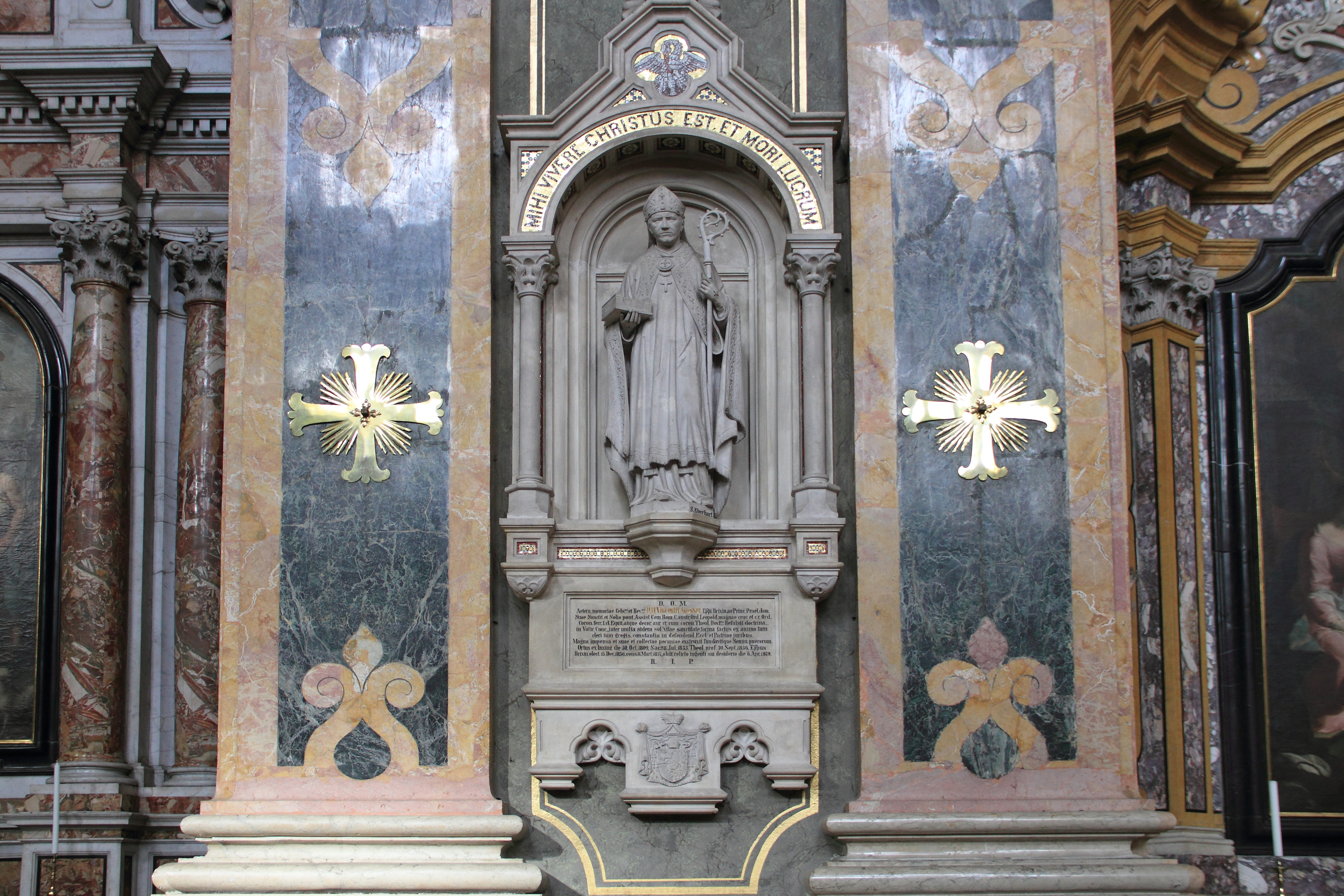
Grabdenkmal im Brixner Dom (Serafin Eberhart, 1884)

Durch die viele Arbeit, besonders während des Ersten Vatikanischen Konzils, wurde Gasser physisch immer schwächer. Während einer Prüfungssession 1876 an einem Gymnasium beispielsweise erlitt er einen Herzinfarkt. In den darauffolgenden Jahren plagten ihn Herzprobleme, Gehbeschwerden und Depressionen. Im Januar 1879 wurde Vinzenz Gasser von einer Lungenentzündung befallen, von der er sich jedoch erholen konnte. Sein Gesundheitszustand verschlechterte sich im April nochmals und er starb am 6. April in seiner Residenz in Brixen. Vinzenz Gasser wurde im Dom von Brixen beigesetzt.

## Gründung des Knabenseminars Vinzentinum
Vinzenz Gasser beschloss aufgrund der wenigen Studenten, die vom Gymnasium Innsbruck sich dem Studium der Theologie wandten, ein Bischöfliches Knabenseminar für den Nachwuchs an Priestern zu errichten. Ihn beunruhigte die Tatsache, dass es von 1847 bis 1856 durchschnittlich 32 Neupriester gab, von 1857 bis 1870 aber nur mehr 23.
Am 2. Oktober 1872 wurde der Gründungsakt des Seminars von Vinzenz Gasser unterzeichnet. Übergangsweise wurde es anfangs auf Schloss Rotholz untergebracht. Zugleich begannen die Planungen für einen Neubau. 30.000 Gulden kostete der Anreiterhof in Zinggen im Norden von Brixen, der aus einem Haus und einem Obstgarten bestand, wo unter der Leitung vom Baumeister Josef von Stadl 1873 der Bau begonnen wurde.
1876 wurde das Knabenseminar eröffnet. Nach dem Tod des Bischofs Vinzenz Gasser wurde das Seminar „Vinzentinum“ benannt. Im Schuljahr 2015/2016 werden in Schule und Internat insgesamt 277 Schülerinnen und Schüler von 30 Lehrpersonen und neun Präfekten betreut.